# Leda (Estabia)
Leda es un fresco de Villa Arianna, encontrado durante las excavaciones arqueológicas de la antigua ciudad de Estabia, la actual Castellammare di Stabia y conservado en el Museo Arqueológico Nacional de Nápoles. 

## Historia y descripción
La figura data de la primera mitad del siglo I, en el tercer estilo y estaba situada en el centro de un panel en la pared de un cubículo de Villa Arianna, una habitación en la que se encontraban otras tres figuras femeninas, Flora, Medea y Diana: esa zona de la villa probablemente estaba dedicada a las mujeres. La obra fue encontrada en 1759, durante las excavaciones arqueológicas llevadas a cabo por los Borbones, por lo que fue separada de la pared para pasar a formar parte de la colección real. 
Tema frecuente en la pintura griega y romana, de puro gusto helenístico, la figura de Leda con el cisne aparece sobre un fondo verde, en el acto de caminar, casi rápidamente, con la ropa ondeando al viento y los pechos desnudos. En su brazo izquierdo sostiene al cisne, mientras que con su mano derecha intenta sostener su manto dorado, que al agitarse cubre toda su espalda. El fresco es muy similar a los retratos de bailarinas y ménades, especialmente al fresco de las ménades danzantes en la Villa de Cicerón en Pompeya. 